# Rystad
Rystad är en småort i  Linköpings kommun och kyrkbyn i Rystads socken. Orten ligger cirka 8 km nordöst om Linköping. Rystads kyrka ligger här.